# Tom Sietas
Tom Sietas, né le 12 janvier 1977 à Hambourg en Allemagne, est un apnéiste allemand.

## Biographie
Tom Sietas s'est spécialisé dans l'apnée statique (rester immobile sous l'eau), et l'apnée dynamique (nager la plus longue distance horizontalement sous l'eau avec et sans palme).
En apnée statique, il fut 6 fois champion du monde. Il détenait jusqu'au 8 juin 2009, le record du monde d'apnée statique obtenu le 7 juin 2008 à Athènes en Grèce avec un temps de 10 minutes et 12 secondes[réf. nécessaire]. Il avait alors battu le record de Stéphane Mifsud (10 minutes 04 secondes du 12 juillet 2007). Ce record du monde a été battu par le même Stéphane Mifsud le 8 juin 2009, avec 11 minutes et 35 secondes. Le record précédent de Tom Sietas était de 9 minutes et 15 secondes.
En apnée dynamique avec palmes, il décroche le record du monde le 28 août 2006 à Tokyo avec 223m, qui sera battu le 16 juin 2007 par Stig Åvall Severinsen lors du Aarhus Triple Challenge.
En apnée dynamique sans palme, il décroche le record du monde le 2 juillet 2008 à Hambourg avec 213m. C'est encore aujourd'hui le record du monde homologué par l'AIDA, même si David	Mullins détient le record national anglais avec 232m (les juges nécessaires pour la validation d'un record du monde n'étaient pas présents sur cette compétition).
Le 9 aout 2007, il établit le record avec oxygène pur avec un temps de 15 minutes et 2 secondes. Le record officiel homologué par l'AIDA est de 16 minutes 4 secondes, détenu par Peter Colat[réf. nécessaire]. En mai 2012, il établit un nouveau record en apnée statique avec oxygène pur en restant immergé durant 22 minutes 22 secondes.